# Linha de sucessão presidencial dos Estados Unidos

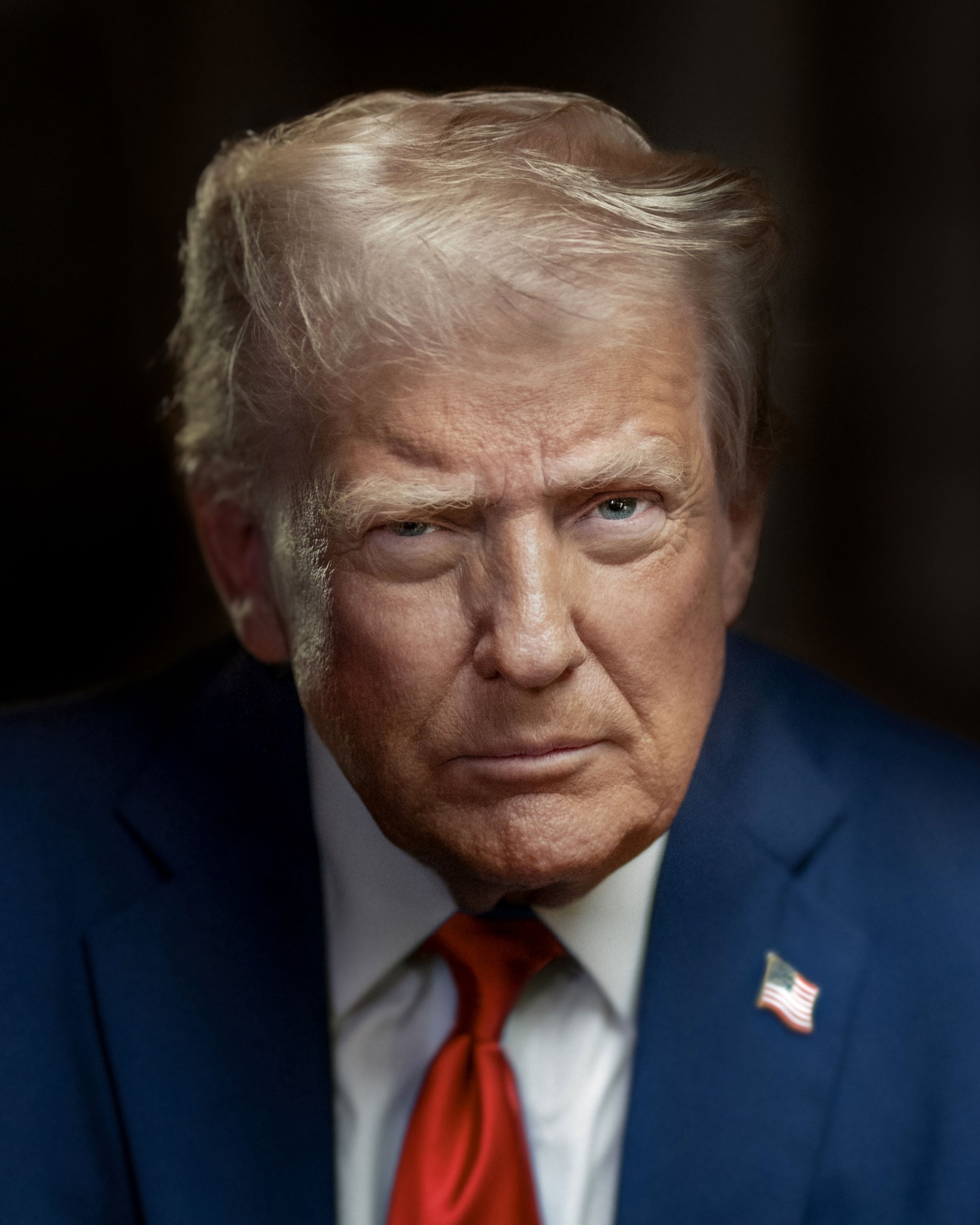
Donald Trump, o 47º e atual Presidente dos Estados Unidos.

A linha de sucessão presidencial dos Estados Unidos é a ordem de sucessão segundo a qual ocupantes de cargos públicos do Governo federal assumem os poderes e incumbências do cargo de Presidente dos Estados Unidos em caso de eventual incapacidade, morte, renúncia ou impedimento legal do ocupante eleito para o cargo. A ordem de sucessão especifica que, mediante tais casos, o cargo seja assumido pelo Vice-presidente e, em caso de incapacidade deste, seja assumido pelo Speaker da Câmara dos Representantes.
A sucessão presidencial é citada inúmeras vezes na Constituição estadunidense - Artigo II, Seção 1, Cláusula 6, bem como nas 20.ª e 25.ª Emendas Constitucionais. O vice-presidente é designado como o primeiro na linha de sucessão pelo Artigo II, que também autoriza o Congresso a estipular uma linha sucessória para além do vice-presidente. O Ato de Sucessão Presidencial que rege tais questões atualmente no país foi adotado em 1947 e revisado mais recentemente em 2006. A 25ª Emenda também estabelece procedimentos para o preenchimento de um mandato vacante no cargo do vice-presidente que venha assumir a presidência.
Somente cidadãos que atendam os critérios de elegibilidade para a Presidência e — no caso dos membros do Gabinete — que tenham sido confirmados no cargo pelo Senado são qualificados. Esta regra também se aplica aos secretários em exercício - em geral, o segundo ou terceiro na hierarquia do Departamento que ascende com a saída ou impedimento do titular - desde que tenham sido confirmados no posto original pelo Senado.
| Presidente | → | Vice-presidente | → | Presidente da Câmara dos Representantes | → | Presidente pro tempore do Senado | → | Secretário de Estado |
|            | → |                 | → |                                         | → |                                  | → |                      |
| Titular    | → | 1.º             | → | 2.º                                     | → | 3.º                              | → | 4.º                  |

## Linha de sucessão atual
| Posição | Cargo                                            | Incumbente | Incumbente                |
| ------- | ------------------------------------------------ | ---------- | ------------------------- |
| 1       | Vice-presidente                                  |            | J. D. Vance (R)           |
| 2       | Presidente da Câmara dos Representantes          |            | Mike Johnson (R)          |
| 3       | Presidente pro tempore do Senado                 |            | Chuck Grassley (R)        |
| 4       | Secretário de Estado                             |            | Marco Rubio (R)           |
| 5       | Secretário do Tesouro                            |            | Scott Bessent (R)         |
| 6       | Secretário de Defesa                             |            | Pete Hegseth (R)          |
| 7       | Procuradora-geral                                |            | Pam Bondi (R)             |
| 8       | Secretário do Interior                           |            | Doug Burgum (R)           |
| 9       | Secretário da Agricultura                        |            | Brooke Rollins (R)        |
| 10      | Secretário do Comércio                           |            | Howard Lutnick (R)        |
| 11      | Secretário do Trabalho                           |            | Lori Chavez-DeRemer (R)   |
| 12      | Secretário de Saúde e Recursos Humanos           |            | Robert F. Kennedy Jr. (I) |
| 13      | Secretário de Habitação e Desenvolvimento Humano |            | Scott Turner (R)          |
| 14      | Secretário de Transportes                        |            | Sean Duffy (R)            |
| 15      | Secretário de Energia                            |            | Chris Wright (R)          |
| 16      | Secretário de Educação                           |            | Linda McMahon (R)         |
| 17      | Secretário de Assuntos de Veteranos              |            | Doug Collins (R)          |
| 18      | Secretária de Segurança Interna                  |            | Kristi Noem (R)           |

## Presidentes pela linha de sucessão
Ao longo da história do país, nove vice-presidentes ascenderam à presidência, oito deles devido a morte do presidente titular e um devido a renúncia do ocupante do cargo.
| Sucessor           | Partido        | Data                   | Justificativa                                |
| ------------------ | -------------- | ---------------------- | -------------------------------------------- |
| John Tyler         | Whig           | 4 de abril de 1841     | Morte do presidente (William Henry Harrison) |
| Millard Fillmore   | Whig           | 9 de julho de 1850     | Morte do presidente (Zachary Taylor)         |
| Andrew Johnson     | União Nacional | 15 de abril de 1865    | Morte do presidente (Abraham Lincoln)        |
| Chester A. Arthur  | Republicano    | 19 de setembro de 1881 | Morte do presidente (James A. Garfield)      |
| Theodore Roosevelt | Republicano    | 14 de setembro de 1901 | Morte do presidente (William McKinley)       |
| Calvin Coolidge    | Republicano    | 2 de agosto de 1923    | Morte do presidente (Warren G. Harding)      |
| Harry S. Truman    | Democrata      | 12 de abril de 1945    | Morte do presidente (Franklin D. Roosevelt)  |
| Lyndon B. Johnson  | Democrata      | 22 de novembro de 1963 | Morte do presidente (John Kennedy)           |
| Gerald Ford        | Republicano    | 9 de agosto de 1974    | Renúncia do presidente (Richard Nixon)       |

Entretanto, três vice-presidentes assumiram temporariamente os poderes e incumbências do presidente na qualidade de "presidente em exercício", conforme estipulado pela 23ª Emenda da Constituição: George H. W. Bush em 13 de julho de 1985, Dick Cheney em 29 de junho de 2002 e 21 de julho de 2007 e Kamala Harris em 19 de novembro de 2021.